# Teta Tinaquillo
La Teta Tinaquillo es una formación montañosa ubicada en el extremo norte del estado Cojedes en Venezuela. A una altitud promedio de 996 m s. n. m., la Teta Tinaquillo es la segunda montaña más altas en Cojedes.

## Ubicación
La Teta Tinaquillo es parte de una región montañosa del extremo este del parque nacional Tirgua, al oeste de la ciudad de Tinaquillo del Municipio Tinaquillo al norte de Cojedes. Colinda hacia el sur con la ruta La Sierra al norte del sector Nuevo Mundo y el puente Los Chupones (320 m s. n. m.). Hacia el norte se acientan los caseríos «Berreblén» y «La Trilla» en dirección al Cerro El Regalo.